# Thukpa
La thukpa (in tibetano: ཐུག་པ ; in nepalese: थुक्पा) è un piatto della cucina tibetana. Essa consiste in una zuppa con noodle, carne o verdure che prende il nome dalle tagliatelle tirate a mano immersevi. In passato, il termine poteva inoltre riferirsi alla generica zuppa che veniva servita ai detenuti.
In alcuni dialetti, la thukpa può essere sinonimo di "cena". Tradizionalmente, la zuppa ottenuta trae gusto dalle ossa dell'animale, in particolare vitello, montone, agnello o yak. In ogni portata viene servito un osso da rosicchiare, e la parte del midollo viene solitamente offerta all'ospite. Le tagliatelle, solitamente di grano, vengono tirate a mano formando delle corde lunghe e spesse che vengono immerse nella zuppa. Vi sono diverse varianti di thukpa, come gonga thukpa (a base di pasta all'uovo), thukpa ngopa (a base di noodle fritti), jashya thukpa (thukpa di pollo), pasha thukpa (thukpa di maiale), luksha thukpa (thukpa di montone), yaksha thukpa (thukpa di yak), teba thukpa (thukpa di carni miste) e tsey thukpa (thukpa di verdure).
Durante la notte del Losar (il capodanno tibetano) è consuetudine attendere la cottura della thukpa formando delle palline con l'impasto dei noodle nelle quali viene messo un pezzo di carta, una pietra o un batuffolo di cotone. Dopodiché viene servita una grande palla di impasto con la quale i tibetani strofinano il loro corpo per scacciare i demoni. Una volta consumata la thukpa, ogni commensale apre una pallina di impasto svelando l'oggetto contenuto in essa che ne rivelerà la natura o il futuro. Gli avanzi dell'impasto vengono infine portati fuori dai membri maschili della famiglia, mentre le donne colpiscono un oggetto facendo rumore per scacciare gli spiriti maligni.